# Matut Impi Ismiño
Matut Micaela Impi Ismiño (Amazonas, 1 de noviembre de 1979) es educadora, traductora e intérprete, y lideresa peruana de la Federación de Comunidades Awajun de Río Santiago (FECAS). Es una de las fundadoras de la Asociación Pueblo Awajun en Lima-Ajutap en 2017. Defensora de los derechos indígenas  u originarios amazónicos, promotora de los derechos de las mujeres indígenas y su participación política. Es la primera mujer elegida como Waisam (vicegobernadora) del Gobierno Territorial Autónomo Awajún (GTAA).

## Estudios
Estudió Educación en la Universidad Marcelino Champagnat y se graduó en el año 2012 en la especialidad de Psicología e intérprete y traductora de la lengua awajún.

## Trayectoria
En el año 2022, el Gobierno Territorial Autónomo Awajún (GTAA) un taller dirigido a 45 lideresas provenientes de cuatro regiones amazónicas para fortalecer el liderazgo y de las mujeres indígenas para una buena gobernanza territorial. Siendo para Matut una oportunidad para fortalecer a las mujeres awajún en la defensa de sus territorios, tengan una participación activa, sean consideraras como autoridades y representantes de sus comunidades.
Es una defensora de las lenguas originarias, sobre todo de la implementación de intérpretes y traductores en las entidades públicas. Donde se asegure una atención equitativa y justa. Impulsando demandas al Estado Peruano en el cumplimiento de las sentencias que dispusieron la implementación de intérpretes y traductores, como el fallo que dictó el Tribunal Constitucional n.° 0889-2017-PA/TC emitida en mayo del año 2018, considerada una sentencia histórica al restituir los derechos de una mujer quechuahablante de Ancash que fue afectada al firmar un documento escrito en castellano, al no comprender su contenido. Declarando nulo el documento firmado.
Durante este año se pronuncia sobre el desempeño del Estado Peruano frente a la minería ilegal, solicitando de manera conjunta con otros representantes del Gobierno Nacional Autónomo Awajún, una carta a la ONU para que pueda mediar con los estados peruano y ecuatoriano. Denunciando la presencia de minería ilegal en la frontera peruano - ecuatoriana. En su preocupación por reducir los impactos irreversibles de esta actividad en la amazonía, han solicitado la interdicción de la zona de El Tambo, en la Cordillera del Cóndor, y en otros sectores.